# Balsam Lake Mountain Fire Observation Station
La Balsam Lake Mountain Fire Observation Station est une tour de guet du comté d'Ulster, dans l'État de New York, dans le nord-est des États-Unis. Située à 1 134 mètres d'altitude dans les montagnes Catskill, elle est protégée dans le parc Catskill. Elle est inscrite au Registre national des lieux historiques depuis le 23 septembre 2001.